# مسابقات جهانی شنا (۲۵ متر) ۲۰۰۶
مسابقات جهانی شنا (۲۵ متر) ۲۰۰۶ یا مسابقات جهانی شنا کورس کوتاه از ۵ تا ۹ آوریل ۲۰۰۶ میلادی در شانگهای، چین برگزار شده است.

## کشورهای شرکت‌کننده
| - الجزایر - آنگولا - آرژانتین - ارمنستان - استرالیا - اتریش - جمهوری آذربایجان - باهاما - بنگلادش - باربادوس - بلاروس - بلژیک - بوسنی و هرزگوین - برزیل - بلغارستان - بورکینافاسو - بوروندی - کامبوج - کانادا - شیلی - چین - کلمبیا - کومور - جمهوری کنگو - کاستاریکا - ساحل عاج - کرواسی - کوبا - قبرس | - جمهوری چک - دانمارک - جمهوری دومینیکن - اکوادور - مصر - السالوادور - استونی - فیجی - فنلاند - فرانسه - گرجستان - آلمان - بریتانیای کبیر - یونان - گواتمالا - هندوراس - هنگ کنگ - ایسلند - هند - اندونزی - ایران - اسرائیل - ایتالیا - ژاپن - اردن - قزاقستان - کنیا - کویت - قرقیزستان - لائوس | - لتونی - لبنان - لیتوانی - ماکائو - مقدونیه شمالی - مالزی - مالدیو - مالی - مالت - موریس - مکزیک - مولدووا - مغولستان - مراکش - نامیبیا - نپال - هلند - نیوزیلند - نیکاراگوئه - نیجریه - جزایر ماریانای شمالی - نروژ - پاکستان - پالائو - فلسطین - پاپوآ گینه نو - پرو - فیلیپین - پرتغال | - رومانی - روسیه - رواندا - ساموآ - سنگال - صربستان و مونته‌نگرو - سیشل - اسلواکی - اسلوونی - آفریقای جنوبی - کره جنوبی - اسپانیا - سری‌لانکا - سوئد - تایوان - تایلند - تونس - ترکیه - ترکمنستان - اوگاندا - اوکراین - امارات متحده عربی - اروگوئه - ایالات متحده آمریکا - ازبکستان - ونزوئلا - ویتنام - زیمبابوه |

## جدول مدال‌ها
| رتبه. | کشور                | طلا | نقره | برنز | مجموع |
| ----- | ------------------- | --- | ---- | ---- | ----- |
| ۱     | استرالیا            | ۱۲  | ۹    | ۴    | ۲۵    |
| ۲     | ایالات متحده آمریکا | ۶   | ۷    | ۸    | ۲۱    |
| ۳     | چین                 | ۵   | ۱    | ۶    | ۱۲    |
| ۴     | آفریقای جنوبی       | ۳   | ۱    | ۰    | ۴     |
| ۵     | روسیه               | ۳   | ۰    | ۴    | ۷     |
| ۶     | ایتالیا             | ۲   | ۷    | ۳    | ۱۲    |
| ۷     | آلمان               | ۲   | ۱    | ۳    | ۶     |
| ۸     | اوکراین             | ۲   | ۱    | ۲    | ۵     |
| ۹     | سوئد                | ۱   | ۲    | ۳    | ۶     |
| ۱۰    | هلند                | ۱   | ۱    | ۱    | ۳     |
| ۱۱    | برزیل               | ۱   | ۰    | ۱    | ۲     |
| ۱۱    | قزاقستان            | ۱   | ۰    | ۱    | ۲     |
| ۱۳    | کرواسی              | ۱   | ۰    | ۰    | ۱     |
| ۱۴    | اتریش               | ۰   | ۴    | ۰    | ۴     |
| ۱۵    | کره جنوبی           | ۰   | ۲    | ۰    | ۲     |
| ۱۶    | نیوزیلند            | ۰   | ۱    | ۱    | ۲     |
| ۱۷    | فنلاند              | ۰   | ۱    | ۰    | ۱     |
| ۱۷    | اسلوونی             | ۰   | ۱    | ۰    | ۱     |
| ۱۷    | ونزوئلا             | ۰   | ۱    | ۰    | ۱     |
| ۲۰    | بریتانیای کبیر      | ۰   | ۰    | ۲    | ۲     |
| ۲۱    | آرژانتین            | ۰   | ۰    | ۱    | ۱     |
| ۲۱    | نروژ                | ۰   | ۰    | ۱    | ۱     |
| ۲۱    | اسلواکی             | ۰   | ۰    | ۱    | ۱     |